# Proboscidea (botanica)
Proboscidea Schmidel, 1763 è un genere di piante angiosperme appartenente alla famiglia Martyniaceae diffuso nel Nuovo Mondo.

## Tassonomia
Il genere comprende le seguenti specie:
- Proboscidea althaeifolia (Benth.) Decne.
- Proboscidea diversifolia Hevly
- Proboscidea louisianica (Mill.) Thell.
- Proboscidea parviflora (Wooton) Wooton & Standl.
- Proboscidea sabulosa Correll
- Proboscidea spicata Correll
- Proboscidea triloba (Schltdl. & Cham.) Decne.